# سحام (نبات)
السَّحَام أو السِّربِيرة (الاسم العلمي: Cerbera)، جنس من الأشجار الصغيرة دائمة الخضرة أو الشجيرات، موطنها آسيا المدارية، أستراليا، مدغشقر، والعديد من الجزر في المحيط الهندي وغرب المحيط الهادئ.